# Ría de Plencia
Ría de Plencia es una ría de España, en la provincia de Vizcaya, que desemboca en el mar Cantábrico, junto a la villa de Plencia.

## Descripción

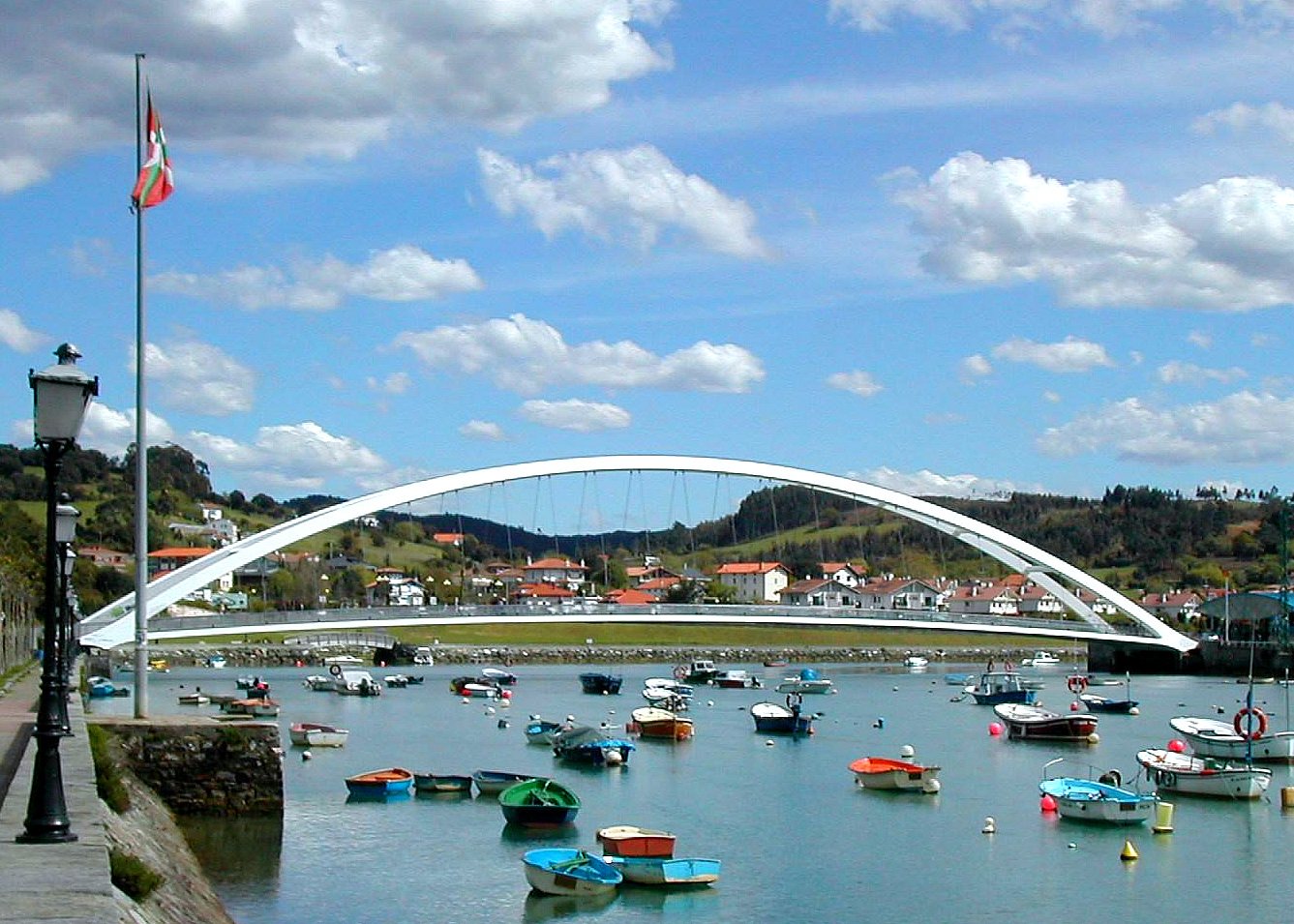
Puente sobre la ría de Plencia

La ría de Plencia se forma por la entrada del agua salada en la desembocadura del río Butron, desemboca en el mar Cantábrico, formando la bahía de Plencia, donde hay un pequeño puerto deportivo. 
Pascual Madoz en su obra Diccionario Gráfico Estadístico Histórico de España, que publicó en 1840, describió la ría de Plencia: 

Ría de Vizcaya, conocida también como Río Butrón tiene su origen en varias fuentes que nacen en la espalda septentrional de la sierra de Santa Cruz de Bizcargui, desciende a Morga, siendo engrosado con varios arroyos que se le agregan, pasa por Fruniz, Gamiz, Munguia, Maruri, Gatica, y llega a la villa de Plencia y dejándola a su derecha desemboca en el Océano, después de haber recorrido 7 leguas de Sur a Norte.